# ابرسوچ
ابرسوچ (به انگلیسی: Abersoch) یک منطقهٔ مسکونی در بریتانیا است که در گویند واقع شده‌است. ابرسوچ ۷۸۳ نفر جمعیت دارد.